# Boris I di Bulgaria
Boris I Michele (in bulgaro Борис I Михаил?, Boris I Mihail; IX secolo – Preslav, 2 maggio 907) fu Knjaz sovrano di Bulgaria dall'852 all'889. Assunse il nome Michele nell'864, all'atto del suo battesimo, in onore del suo padrino, l'imperatore bizantino Michele III. Viene annoverato tra i santi e celebrato il 2 maggio. Nell'864 si convertì al Cristianesimo, in cambio della pace con l'Impero bizantino, ma cercò di mantenere la Chiesa ortodossa bulgara il più indipendente possibile dal Patriarcato di Costantinopoli.
Quando nel 864 si fece battezzare, l'aristocrazia boiara si rivoltò e cercò di ucciderlo per ripristinare il paganesimo. Boris reagì prontamente e spietatamente; in seguito se ne rammaricò, attribuendo la sua conversione alle pressioni del clero bizantino. Ricevuta l'epistola del patriarca Fozio, che rimarcava la preminenza della sede di Costantinopoli sulla Chiesa bulgara, non ne tenne conto. Al contrario, nell'866 inviò un'ambasceria sia a Ludovico II il Germanico, re dei Franchi, che al papa Niccolò I per richiederne missionari. Per cui il papa inviò a Boris i due vescovi Formoso di Porto e Paolo di Populonia, con le risposte ai quesiti religiosi da lui inviati.  
La cosa provocò l'indignazione del patriarca Fozio, che tentò di rimediare alla (a suo avviso) mancanza di rispetto di Boris convocando un sinodo (867) a Costantinopoli. In seguito fu il nuovo imperatore Basilio I (867-886) a deporre Fozio, scomunicato a Roma da papa Niccolò I nell'863, dopo il suo sinodo dell'861. Il suo successore, Adriano II (867-872) inviò due legati (Marino - in seguito papa - e Leone) a Costantinopoli dove Ignazio, ritornato patriarca per ordine di Basilio, indisse un concilio (869-870). All'ultima sessione del concilio prese parte anche un'ambasceria bulgara che cercava di avere da Bisanzio ciò che non otteneva da Roma. Lì i legati pontifici reclamavano i diritti sull'Illirico (penisola balcanica), quale proprio territorio canonico sottratto un secolo prima, mentre i bizantini lo rivendicavano come antico possedimento del loro impero. La maggioranza orientale dei partecipanti ebbe la meglio: la Chiesa bulgara fu riconosciuta autonoma (870), ma sotto il patrocinio costantinopolitano. Fu Ignazio dunque (cioè Costantinopoli) e non Adriano II (cioè Roma) ad inviare nuovi preti e consacrare un nuovo vescovo per la Bulgaria. Ed inutili furono le successive proteste romane.
Boris si destreggiò tra le popolazioni dell'area balcanica, riuscendo a consolidare il dominio dei Bulgari, ma favorendo la pace con l'Impero.  Durante il suo regno i santi Cirillo e Metodio di Tessalonica introdussero l'alfabeto glagolitico e curarono la traduzione slava dei testi sacri.
Nell'889 abdicò a favore del figlio Vladimiro, ritirandosi in monastero. Ma quando questi, contrario a Costantinopoli, tentò di restaurare il paganesimo (893), Boris tornò, lo depose e mise sul trono il terzo figlio, Simeone I, che aveva inviato a studiare presso l'Università di Costantinopoli in vista di una carriera ecclesiastica.